# 地方教育行政の組織及び運営に関する法律
地方教育行政の組織及び運営に関する法律（ちほうきょういくぎょうせいのそしきおよびうんえいにかんするほうりつ、昭和31年6月30日法律第162号）は、日本の都道府県・市（特別区を含む）町村における教育行政に関する法律である。略称は地方教育行政法。

## 概要
「地方教育行政の組織及び運営に関する法律」の公布は、1956年（昭和31年）6月30日に行われ、教育委員会の設置関係規定の施行も同日に行われた。1956年（昭和31年）10月1日からは、その他の規定もあわせて施行されている。
「地方教育行政の組織及び運営に関する法律」は、それまで地方教育行政に関する制度の中核を定めていた教育委員会法を廃止した上で施行された。教育委員会法は、教育委員会の委員を住民による公選としていたが、この法律では、地方公共団体の首長が地方議会の同意を経て任命することに改められた。
- 1956年1月16日、自民党文教制度調査特別委員会は、教育委員会制度改正要綱を公表した。
- 3月8日、地方教育行政の組織及び運営に関する法律案を国会に提出。
- 3月29日、日教組・全国教育委員長協議会などが反対声明。
- 4月19日、衆議院本会議は同法案をめぐって混乱。翌4月20日午前5時、議長職権により同法案を可決。「暁の国会」と呼ばれた[2]。
- 6月1日、参議院は同法案をめぐって大混乱、6月2日払暁、議長要請で本会議場の警察官500人が出動、文教委員長の中間報告のみで同法案を可決。

## 構成
- 第1章　総則（第1条-第1条の4）
- 第2章　教育委員会の設置及び組織 
  - 第1節 教育委員会の設置、教育長及び委員並びに会議（第2条-第16条）

第8条（解職請求）
  - 第2節　事務局（第17条-第20条）
- 第3章　教育委員会及び地方公共団体の長の職務権限（第21条-第29条）
- 第4章　教育機関 
  - 第1節　通則（第30条-第36条）
  - 第2節　市町村立学校の教職員（第37条-第47条の4）
  - 第3節　共同学校事務室（第47条の5）
  - 第4節　学校運営協議会（第47条の6）
- 第5章　文部科学大臣及び教育委員会相互間の関係等（第48条-第55条の2）
- 第6章　雑則（第56条-第63条）